# Ngỗng vịt phiêu lưu ký
Ngỗng vịt phiêu lưu ký (tên gốc tiếng Anh: Duck Duck Goose) là một bộ phim hài hoạt hình máy tính năm 2018 của đạo diễn Chris Jenkins và có sự tham gia lồng tiếng của Jim Gaffigan, Zendaya và Carl Reiner. Là sự hợp tác quốc tế giữa Hoa Kỳ và Trung Quốc, bộ phim đã được phát hành tại Trung Quốc vào tháng 3 năm 2018 với ngày phát hành dự kiến ở Bắc Mỹ là tháng 4 năm 2018; nó đã lặng lẽ rút khỏi lịch trình và được phát hành trên Netflix vào ngày 20 tháng 7 năm 2018.

## Nội dung
Peng là một chú ngỗng luôn nghĩ rằng mình giỏi hơn những chú ngỗng khác. Cậu rất hay thực hiện những pha nhào lộn với tốc độ bay rất nhanh. Chính vì thế mà một lần nọ, khi đang mải mê với những cú nhào lộn ấy, Peng không may đâm phải một đàn vịt và chia rẽ hai chú vịt trong đàn là Chi và Chao. Từ đó, cuộc phiêu lưu đầy ắp những tiếng cười của chúng bắt đầu.
Peng là một chú ngỗng đang di cư ở Trung Quốc. Thái độ và cách cư xử của cậu không được chấp thuận bởi ngỗng đầu đàn Bing, người đã cho cả đàn rời đi trong khi Peng còn đang ngủ. Trong khi đó, Chi và Chao, một cặp vịt con đang trên đường đến một nơi huyền bí gọi là Thung lũng Hài lòng (Pleasant Valley), vô tình bị tách khỏi đàn do cú nhào lộn bất cẩn của Peng. Để trốn khỏi một con mèo nham hiểm tên Banzou, chúng đã ngủ bên cạnh Peng sau khi thấy cậu ngăn chặn Banzou. Quá ngạc nhiên trước sự hiện diện của cặp vịt con, Peng bay đi thì bị chấn thương một bên cánh vì cái cồng chiêng rơi trúng. Không còn bay được và sợ hãi, Peng quyết định đi cùng cặp vịt con để giúp chúng tìm đàn của chúng, và cậu cũng tìm đàn ngỗng của cậu.
Trải qua một loạt rủi ro, Peng trở nên thân thiết với Chi và Chao, đến khi cậu bực bội vì không đuổi kịp đàn của mình, hai bên xảy ra tranh cãi và đành phải tách ra. Peng sắp rơi khỏi vách núi thì được cứu bởi chú sóc Carl. Carl sau đó thiết kế một đôi cánh tạm thời cho Peng. Peng quyết định bay đi tìm Chi và Chao. Khi cặp vịt con gặp lại đàn của chúng, chúng nhận ra rằng Thung lũng Hài lòng chính là một nhà hàng chế biến thịt vịt. Peng đã cứu Chi và Chao thoát khỏi gã đầu bếp, giúp cả đàn vịt chạy khỏi nhà hàng. Banzou tấn công và bắt cặp vịt con làm con tin, Peng chiến đấu với Banzou thì bị thương nặng. Chi và Chao đốt ống pháo hoa phóng Banzou lên trời, tiêu diệt nó.
Mặc dù bị suy yếu, Peng vẫn cố gắng đưa Chi và Chao đi tìm đàn ngỗng, nhưng một cơn bão tuyết khiến cậu kiệt sức. Cặp vịt con đưa cậu đi tiếp. Cuối cùng Jinjing, bạn gái của Peng, đã đến giúp cả ba. Đàn ngỗng chào đón Chi và Chao, Bing cho phép cặp vịt con ở lại trong đàn, ông cũng chấp nhận Peng. Peng giới thiệu Jinjing với Chi và Chao, và nói với cô rằng có thể cả hai sẽ sinh thêm con. Trong cảnh hậu danh đề, Larry, một chú rùa đang cố gắng cảnh báo Peng về âm mưu của Banzou, đến được hồ nước nhưng đàn ngỗng đã đi mất.

## Diễn viên lồng tiếng
- Jim Gaffigan vai Peng[5]
- Zendaya vai Chi[6]
- Lance Lim vai Chao[8]
- Greg Proops vai Banzou[8]
- Natasha Leggero vai Jinjing
- Stephen Fry vai Frazier[8]
- Craig Ferguson vai Giles[8]
- Reggie Watts vai Carl
- Carl Reiner vai Larry[5]
- Jennifer Grey vai Edna[8]
- Diedrich Bader vai Bing[8]
- Rick Overton vai Stanley[8]

## Phát hành
Ngỗng vịt phiêu lưu ký được công chiếu tại Trung Quốc từ ngày 9 tháng 3 năm 2018. Tại Việt Nam, phim ra mắt vào ngày 25 tháng 4 năm 2018. Phim ban đầu dự kiến được Open Road Films phát hành tại các rạp chiếu của thị trường Bắc Mỹ vào ngày 20 tháng 4 năm 2018. Tuy nhiên sau đó kế hoạch bị thay đổi và phim được phát hành trên nền tảng trực tuyến Netflix vào ngày 20 tháng 7 năm 2018.